# April Glaspie

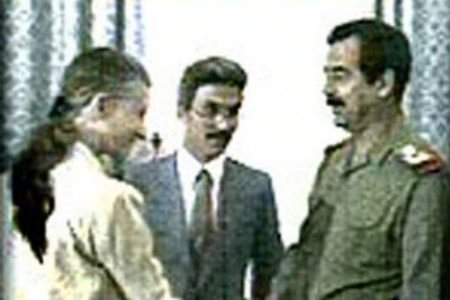
US-Botschafterin April Glaspie beim Treffen mit Saddam Hussein (1990). In der Mitte: Sadun Al-Zubaydi, langjähriger Englisch-Dolmetscher von Saddam.

April Catherine Glaspie (* 26. April 1942 in Vancouver, British Columbia) ist eine US-amerikanische Diplomatin.

## Leben
Von 1988 bis 1990 war sie Botschafterin der Vereinigten Staaten im Irak. In dieser Funktion signalisierte sie Saddam Hussein kurz vor dem Einmarsch der irakischen Truppen in Kuwait 1990, dass die Vereinigten Staaten in dieser Frage keine Haltung hätten.
Ihr damaliger Stellvertreter an der US-Botschaft in Bagdad Joseph C. Wilson nimmt sie in seiner Autobiographie gegen diesen Vorwurf explizit in Schutz. Er schreibt: „Ihre Erläuterung der amerikanischen Politik gegenüber innerarabischen Konflikten wich in keinem Punkt von unserer gewohnten Haltung und den Instruktionen ab. Die Vereinigten Staaten bezogen in solchen Zwistigkeiten zwischen arabischen Ländern zwar keine Position, drangen aber schärfstens darauf, dass die jeweiligen Parteien ihren Streit diplomatisch oder über internationale Vermittler beilegten und nicht durch militärische Drohungen oder Aktionen.“ Weiter führt Wilson aus, dass „die Iraker“ und insbesondere der damalige irakische Außenminister Tariq Aziz später öffentlich versichert hätten, die amerikanische Position bestens verstanden zu haben.
Demgegenüber erklärte Sadun Al-Zubaydi, Englisch-Dolmetscher von Saddam Hussein, der 1990 auch bei der Unterredung von Glaspie mit Saddam gedolmetscht hatte, die USA hätten von dem geplanten Überfall auf Kuwait wissen können. Hussein habe 1990 acht Tage vor der Invasion in einem Gespräch mit der amerikanischen Botschafterin April Glaspie entsprechende Andeutungen gemacht und die Reaktion der Botschafterin als Zustimmung der USA gewertet. In einer von Glaspie an Hussein übergebenen Botschaft von George Bush senior heißt es: „It's not USA policy to interfere into inter-Arab affairs.“ Hussein berief sich später mehrfach darauf, die Amerikaner hätten dadurch signalisiert, den Irak in Kuwait gewähren zu lassen. Al-Zubaydi machte diese Aussagen nach dem Irak-Krieg in einem Interview mit dem Korrespondenten der italienischen Tageszeitung Corriere della Sera, das in zwei Teilen am 28.08. und 06.09.2003 veröffentlicht wurde.
Glaspie war die erste weibliche Botschafterin der USA in einem Land des Nahen Ostens.
Anschließend arbeitete sie in der Auslandsvertretung der Vereinigten Staaten bei den Vereinten Nationen in New York. Bis zu ihrer Pensionierung 2002 leitete Glaspie das US-Generalkonsulat in Kapstadt.